# Наймушин, Иван Иванович
Ива́н Ива́нович Найму́шин (1905—1973) — советский гидростроитель, начальник Братскгэсстроя, лауреат Сталинской и Ленинской премий.

## Биография
Родился 25 марта 1905 года (по другим данным — 15 июня 1904 года) в Котельниче (ныне Кировская область). Рано остался сиротой. С 1920 года — в батраках, также работал крепильщиком на шахтах Кузбасса, затем работал в Грузии. Самостоятельно выучил грамоту и решил учиться. Поступил в МГИ и окончил его в 1937 году. Как один из лучших выпускников был направлен в НКТП СССР. В 1939—1941 году работал в Главгидроэнергострое и занимался проектированием и строительством гидроэлектростанций.
Был женат. Жена Анна. Дети: сын Анатолий и дочь Марина.

## Трудовая деятельность
В начале Великой Отечественной войны Наймушин руководил строительством оборонительных рубежей вокруг Москвы. Затем был назначен начальником строительства ГЭС на реке Кокшага близ Йошкар-Олы (Марийская  АССР), проработал там до 1943 года. После окончания строительства этой станции был направлен на реконструкцию Брянской ГРЭС, взорванной фашистскими оккупантами. После восстановления Брянской ГРЭС руководил строительством каскада Нивских ГЭС в Мурманской области. В 1950 году Наймушина назначают начальником строительства Камской ГЭС в Молотовской области.

### Братскгэсстрой
В 1954 году Наймушин был направлен на строительство Братской ГЭС в селе Братск Иркутской области РСФСР. 
«Эффективность советской системы подбора кадров проявилась, когда назначили начальником строительства Наймушина, а главным инженером — Гиндина, — вспоминал легендарный строитель Братской ГЭС А. Н. Марчук. — Казалось бы, разные люди. Наймушин прошел северную школу, он горняк, организатор, хозяйственник, человек из народа. Был беспризорником. Наймушин так учился, что в голодный обморок падал. В музее даже есть его письмо с просьбой оказать помощь, не денежную, а просьбу помочь продуктами. Гиндин Арон Маркович, интеллигент, талантливый инженер. Первую Варзобскую ГЭС в Таджикистане построил, получил за работу на Храми ГЭС в Грузии личную телеграмму Сталина. Система работала, находила способных людей. Выращивала и ставила на самые трудные места. И люди оправдывали доверие. Без родства, без протекции, без капиталов становились большими людьми. Только деловые качества всё решали. Потому так и развивалась страна». 
Иван Иванович Наймушин возглавлял Братскгэсстрой с 1954 по 1973 год. У невиданной по масштабам Братской ГЭС было много противников: у страны не хватало ресурсов одновременно на космическую, ядерную, авиационную гонку и испытания, которым Советский Союз подвергала холодная война. Гидроэнергетики убеждали правительство в том, что использование Ангары и Енисея помогло бы ликвидировать хронический дефицит электроэнергии в Сибири, до этого времени жившей на угле. Кроме этого, в Братске планировалось строительство крупнейшего в стране алюминиевого завода, которому требовалось много энергии. А алюминий нужен для авиации, космоса.
Первоначально перекрытие Ангары для плотины ГЭС предполагалось делать традиционно, летом. Решение о ледовом перекрытии ради сокращения сроков строительства приняли Иван Иванович Наймушин и главный инженер Арон Маркович Гиндин. Это революционное решение решило судьбу Братской ГЭС: Наймушин и Гиндин были уверены, что если «влезут в реку», то Москва будет вынуждена продолжить строительство. А побудило к этому то, что зимой 1956–1957 года стояли морозы до минус 45, и толщина льда на Ангаре в Падунском сужении достигла 2,5 метров. Поэтому пришла мысль, что на таком толстом льду можно рубить ряжи прямо над местом посадки на дно. Для этого было разработано специальное инженерное решение.
За проектирование взялась группа учёных и инженеров во главе с Роальдом Годассом. Проектированием руководил лауреат Сталинской премии Г.К. Костюченко.
30 марта 1957 впервые в мировой гидроэнергетике со льда была перекрыта правобережная часть Ангары. За 9 часов 30 минут эту операцию провели 8 экскаваторов и 220 автосамосвалов.  
Под руководством Наймушина на севере Иркутской области были построены такие предприятия-гиганты, как Братская ГЭС, Коршуновский ГОК, Братский алюминиевый завод, Братский ЛПК, Усть-Илимская ГЭС, а также города Братск, Усть-Илимск и Железногорск-Илимский.
«Простоватый с виду человек, он был великолепным психологом с удивительной способностью безошибочно разбираться в людях. Так что Братскгэсстрою повезло на руководителя, — сказал о нем А. Н. Марчук. — Наймушин выстраивал иерархию, назначал людей, которым он абсолютно доверял, и они это доверие оправдывали. А сейчас это какая-то невнятная горизонталь. Договора, тендеры, весь производственный процесс разбит на куски, разные фирмы выигрывают тендеры, и свести их в единый ансамбль, работающий слаженно, как симфонический оркестр не получается. Все понимают пороки этой системы, и она будет совершенствоваться. Но ценой огромных потерь. Братская ГЭС стоила 760 миллионов рублей, мы ввели её с 300 миллионами экономии. Было много рацпредложений».
Сметная стоимость Братской ГЭС составляла 1 020,8 млн рублей, и при строительстве благодаря новаторским инженерным решениям и рационализаторским предложениям окончательные затраты составили 736, 8 млн рублей, при этом мощность Братской ГЭС увеличилась с 3,6 млн квт до 4,5 млн квт. Правительственная комиссия при приемке Братской ГЭС поставила ей общую итоговую оценку «отлично».

### Общественная деятельность
Трижды был делегирован от Иркутской области на XXI, XXII и XXIII съезды КПСС. Депутат ВС РСФСР 5—8 созывов от Братска.

## Гибель
Погиб в авиакатастрофе 1 сентября 1973 года. Наймушин с друзьями и гражданской женой Клавдией возвращались из тайги, где вместе отдыхали. Пассажиры вертолёта решили, что необходимо совершить посадку в тайге, однако вертолёт зацепился за кроны деревьев и загорелся. Погибли три человека — сам Наймушин, Клавдия и один из пассажиров. По неофициальной информации этим пассажиром был полковник В. С. Высовень — командир 26-й дивизии ПВО, один из полков которой базировался в окрестностях Братска.

## Награды и премии
- Герой Социалистического Труда (23 февраля 1966 года) — за выдающиеся успехи, достигнутые в сооружении Братской гидроэлектростанции, большой вклад, внесенный в разработку и внедрение новых технических решений и прогрессивных методов труда в строительстве гидросооружений, линий электропередачи и монтаже оборудования[1].
- Ленинская премия (1968) — за строительство Братской ГЭС
- Сталинская премия первой степени (1950) — за разработку проекта и сооружение ГЭС
- заслуженный строитель РСФСР (1965)
- три ордена Ленина
- орден Октябрьской революции
- орден Красной Звезды
- медали[6].
- Почётная грамота Президиума Верховного Совета Марийской АССР (1943)
- Почётный гражданин Братска (1972, первый из удостоенных звания)

## В память о Наймушине
- В честь И. И. Наймушина были названы улица посёлка Энергетик (ныне в составе Братска), улицы в городах Усть-Илимск, Кандалакша и Пермь. Имя Наймушина носит также школа № 20 города Братска и Дом культуры в Усть-Илимске. Возле плотины Братской ГЭС, где был похоронен Наймушин, установлен бюст Героя. Существует музей Ивана Наймушина. В сентябре 2014 года в посёлке Энергетик города Братска был открыт памятник И. И. Наймушину (скульптор Г. П. Клеймёнов, архитекторы В. В. Малютина и А. О. Бельков). По словам Е. Н. Батенчука, одним из рабочих выражений И. И. Наймушина было: «Хочешь завалить дело — начинай согласовывать…»
- Памятная доска на здании ТЭЦ-1 в Йошкар-Оле.